# Schluckakt
Der Schluckakt ist ein komplexer Vorgang, der dazu dient, Nahrung und Speichel aus der Mundhöhle in den Magen zu befördern, ohne dass dabei Atemwege verlegt werden.
Der Schluckakt wird zunächst willkürlich vorbereitet. Durch Reizung des Zungengrunds wird dann der unwillkürliche Schluckreflex ausgelöst, womit sich die anschließenden Vorgänge der willentlichen Beeinflussung entziehen. Beeinträchtigungen des Schluckakts werden als Schluckstörung bezeichnet.

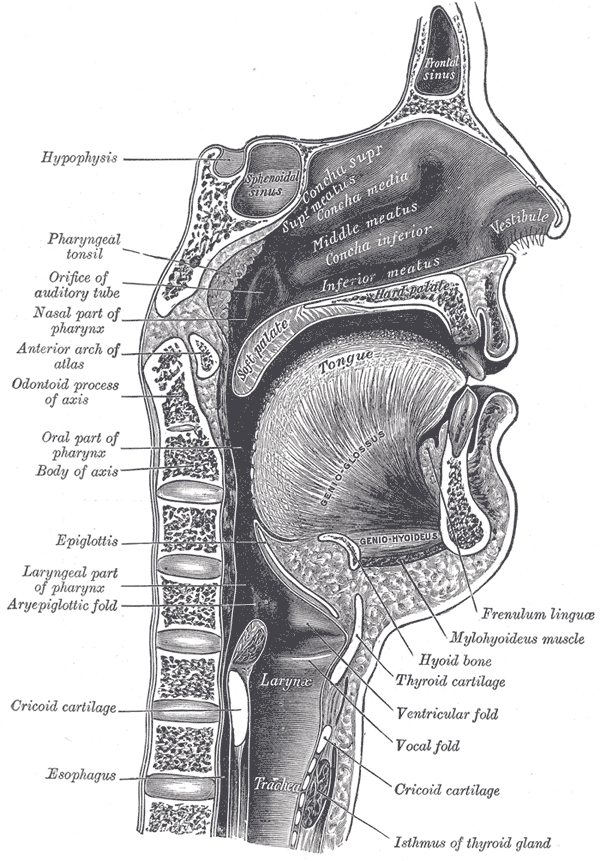
Mundhöhle, Rachen und Beginn der Speiseröhre

## Anatomie und Physiologie
Durchschnittlich kommt es beim Menschen täglich zu 1000 bis 3000 Schluckvorgängen (in der Schlafphase wesentlich seltener als in der Wachphase). Die Funktion des Schluckvorgangs besteht nicht nur im Transport des Nahrungsbolus in den Magen, sondern dient auch der Reinigung der Speiseröhre, insbesondere der Beseitigung der in die Speiseröhre gelangten Magensäure. Die vermehrten nächtlichen Beschwerden bei einer Refluxkrankheit können somit zum Teil auch auf die verringerte Frequenz der Schlucktätigkeit in der Nacht zurückgeführt werden.

### Anatomische Strukturen
Am Schluckvorgang sind die anatomischen Strukturen der Mundhöhle bzw. ihrer Begrenzungen, des Rachens und Kehlkopfs, der Speiseröhre und des Magens beteiligt. Koordiniert wird das Zusammenwirken der beteiligten 26 Muskelpaare durch das Schluckzentrum im Hirnstamm und höhere suprabulbäre und kortikale Zentren.
Die fünf beteiligten Hirnnervenpaare sind
- Nervus trigeminus
- Nervus facialis
- Nervus glossopharyngeus
- Nervus vagus
- Nervus hypoglossus

Die beteiligten drei Zervikalnerven stammen aus den Segmenten C1 bis C3.

### Schluckreflex
Der  Schluckreflex ist ein schon vorgeburtlich ausgebildeter Fremdreflex, der die Nahrungs- und Flüssigkeitsaufnahme ermöglicht, ohne dabei die Atemwege zu gefährden. Er bestimmt den Ablauf des Schluckaktes beim Gesunden auf mehreren Ebenen.
Der entsprechende Reiz zum Auslösen des Reflexes stellt die Berührung der Schleimhaut im Bereich des Zungengrundes, der Schlundenge (Gaumenbögen) bzw. der Rachenhinterwand dar. Über die dort vorhandenen Mechanorezeptoren und afferente (zuführende, i. S. v. zum Hirn hinführende) Fasern des Plexus pharyngeus (Nervus glossopharyngeus und des Nervus vagus) wird die Information in der Medulla oblongata (dem sogenannten verlängerten Mark) des Hirnstamms verarbeitet.

### Schluckgröße und Schluckdauer
Die Schluckgröße variiert stark und ist von der Art der Nahrung abhängig. Pro Schluck können etwa 20 g wässriger Nahrungsbrei oder maximal 40 ml Flüssigkeit (hastiges Trinken) aufgenommen werden. (Um einen Bezugsrahmen zu schaffen: Ein Suppenlöffel enthält 10 ml.)
Beim Essen ist die Schluckdauer davon abhängig, wie gut der Bissen gekaut und mit Speichel vermischt wurde. Die Passagezeit durch die Speiseröhre beträgt etwa 8–20 Sekunden.

## Einzelne Phasen
Der Schluckakt im engeren Sinn besteht aus drei Transportphasen. Ebenso wichtig ist jedoch, was zuvor geschieht – besonders bei der Aufnahme fester Nahrung. Somit wird folgende Einteilung getroffen: Einer Vorbereitungsphase schließen sich Mund-, die Rachen- und schließlich die Speiseröhrenphase an:

### Orale Vorbereitungsphase
Mit der oralen Vorbereitungsphase werden jene Vorgänge zusammengefasst, die dem eigentlichen Schluckvorgang vorangehen und diesen erst ermöglichen. Ein Nahrungsbissen muss zunächst ausreichend klein sein, um ihn damit erst ausreichend kauen zu können. Dabei wird die zerkleinerte Nahrung mit Speichel durchmischt und gleitfähig gemacht. Vorbedingung sind somit die ungestörte Funktion unter anderem von Lippen, Zähnen und Zahnhalteapparat, Kiefergelenk und Kaumuskulatur sowie der Zunge und der Mundspeicheldrüsen.
Letztlich entsteht ein 5–20 ml großer Speisebolus.

### Orale Transportphase
Diese Phase unterliegt nur noch zum Teil der willkürlichen Kontrolle: Während mit offenem Mund gekaut werden kann, werden jetzt die Lippen geschlossen, um einen Speichelverlust und das Schlucken von Luft (eine Aerophagie) zu vermeiden; der Wangenmuskel wird angespannt. Die Zunge wird zum Start des Schluckvorgangs gegen den harten Gaumen gedrückt – dieser dient somit als Widerlager – und der Bolus mit einer nach hinten gerichteten wellenförmigen Bewegung (unterstützt von Musculus styloglossus und Musculus hyoglossus, die die Zunge wie einen Stempel nach hinten ziehen) über die Rachenenge in den Rachen geschoben.
Der Schluckreflex wird erst ausgelöst, wenn Zungengrund oder Rachenhinterwand vom Speisebolus berührt werden. Ab diesem Zeitpunkt kann der weitere Vorgang nur mehr teilweise bzw. nach einem entsprechenden Schlucktraining beeinflusst werden.

### Pharyngeale Transportphase
In dieser Phase werden sowohl die oberen als auch die unteren Luftwege abgedichtet, um einen Übertritt des Nahrungsbreis in die Nase bzw. ein Verschlucken zu verhindern:
- Das Gaumensegel wird angespannt und angehoben, um einen Übertritt des Nahrungsbreis in die oberen Luftwege zu verhindern. Das wird durch die „Spanner und Heber des Gaumensegels“ (Musculus tensor veli palatini und Musculus levator veli palatini) gewährleistet. Beide Muskeln weiten auch die Ohrtrompete (Tuba auditiva), was erklärt, weshalb es beim Schlucken zu einem Druckausgleich zwischen Mittelohr und einem abweichenden äußeren Druck kommt. Dies kann gezielt bei raschen Änderungen des Umgebungsdrucks (Flugzeugstart, Landung) ausgenutzt werden.
- Der obere Schlundschnürer (Musculus constrictor pharyngis superior, genauer dessen Pars pterygopharyngea) kontrahiert sich und bildet den sog. Passavant-Ringwulst, an den sich das Gaumensegel anlegt, sodass der Verschluss der oberen Luftwege nun komplett ist und keine Nahrung mehr in die Nase gelangen kann.

Klinischer Bezug: Bei einer Gaumensegellähmung, zum Beispiel nach einer Diphtherie, ist dieser Verschlussmechanismus insuffizient und es tritt Nahrung oder Flüssigkeit in die Nase ein.
- es kommt zum Schließen der Stimmlippen
- der Kehldeckel (Epiglottis) wird durch den Zungengrund (unter Mithilfe des Musculus aryepiglotticus) abgesenkt
- die Muskulatur des Mundbodens zieht sich zusammen; Kehlkopf und Zungenbein heben sich um circa 2 cm, was gut getastet und – zumindest beim Mann – auch gut gesehen werden kann. Diese sog. „Larynxelevation“ wird durch die Musculi mylohyoideus, digastricus und stylohyoideus (diese heben das Zungenbein) sowie den Musculus thyrohyoideus (dieser den Larynx) unterstützt.

Mit dem Höhertreten des Kehlkopfs geschehen zwei Dinge gleichzeitig:
- Kehldeckel und Kehlkopfeingang nähern sich – und damit sind die unteren Luftwege jetzt 3-fach geschützt
- der obere Schließmuskel der Speiseröhre (der obere Ösophagussphinkter oder Ösophagusmund) öffnet sich. Damit steht dem Nahrungsbolus der Weg für den weiteren Transport frei.

Durch Kontraktion der mittleren und unteren Schlundschnürer (Musculi constrictores pharyngis medius et inferior) oberhalb des Bissens wird dieser Richtung Speiseröhre befördert und in diese eingespritzt.

### Ösophageale Transportphase
Nach Eintritt des Speisebolus in die Speiseröhre schließt sich der Sphinkter wieder. Damit ist ein weiterer Verschluss der Atemwege nicht mehr sinnvoll und diese werden wieder geöffnet. Bei aufrechter Haltung rutscht der Bolus durch Speiseröhre zum Magen, die Peristaltik der Speiseröhre kann den Bolus aber auch entgegen der Schwerkraft (im Kopfstand) oder im Liegen weiterbefördern. Die Cardia öffnet sich; nach Eintritt des Bolus in den Magen schließt sich diese wieder und der Schluckakt ist beendet.

## Schluckakt und Lebensalter

### Vor der Geburt
Während der fortgeschrittenen Schwangerschaft wird die Menge an Fruchtwasser weitgehend durch Aufnahme und Ausscheidung seitens des Fetus selbst reguliert. Ab der 15. Schwangerschaftswoche kann er Fruchtwasser trinken – am Ende der Schwangerschaft circa 400 ml täglich bei normaler Miktion (Urinausscheidung). Voraussetzung hierfür ist neben einer regelrechten Nierenfunktion und unbehinderten ableitenden Harnwegen auch ein ungestörter Schluckakt. Bei Fehlbildungen im Zentralen Nervensystem (z. B. Anenzephalie) oder des Verdauungstrakts (z. B. Ösophagusatresie) kann es infolge anwachsender Fruchtwassermenge zur Ausbildung eines Polyhydramnions kommen.

### Neugeborene und Säuglinge
Bei Neugeborenen steht der Kehlkopf wesentlich höher im Rachen als später. Daher kann der Säugling gleichzeitig saugen und atmen. Der hochstehende Kehldeckel der Epiglottis berührt fast den weichen Gaumen und das Gaumensegel (Velum palatinum) wird durch Kontraktion des Musculus palatoglossus während des Saugens gesenkt, sodass dabei eine nasale Atmung möglich ist. Aufgenommene Muttermilch sammelt sich zunächst hinter dem Zungengrund in den paarigen Kehldeckelgrübchen (Valleculae epiglotticae). Wenn diese gefüllt sind, kommt es zu einem Schluckakt, wobei das Atmen nur für weniger als eine halbe Sekunde unterbrochen ist.
Der Kehldeckel steht höher als der Zungengrund und die flüssige Nahrung gelangt über den Recessus piriformis beidseits des Kehlkopfs fließend in die Speiseröhre. Der Säugling kann so gleichzeitig durch die Nase atmen und durch den Mund trinken, ohne sich zu verschlucken. Sein Rachenraum ist erheblich kleiner als in späterem Lebensalter und eignet sich noch nicht für die Bildung von komplexen Lauten wie Vokalen, die für das Erlernen einer mündlichen Sprache unerlässlich sind. Erst wenn sich der Kehlkopf nach ungefähr drei Monaten absenkt, vergrößert sich der Rachen. Danach kann der Säugling nicht nur komplexe Laute bilden, sondern (theoretisch) auch schnarchen.

## Diagnostik
Die Diagnostik von Schluckstörungen ist mit der Videokinematographie des Schluckaktes deutlich erweitert worden.
Bei einem Verdacht auf Vorliegen einer Dysphagie soll eine umfassende klinische Schluckuntersuchung durch Sprachtherapeuten / Logopäden erfolgen (Anamnese, Untersuchung der am Schlucken beteiligten Strukturen einschließlich Hirnnervenstatus, Schluckversuche). Die wichtigsten apparativen Methoden zur Erfassung von Ursache, Art und Schweregrad einer Dysphagie sind die Videofluroskopie (Videofluoroscopic Swallowing Study; VFSS) und die Videoendoskopie des Schluckens (Flexible Endoscopic Evaluation of Swallowing; FEES).

## Nicht-Säugetiere

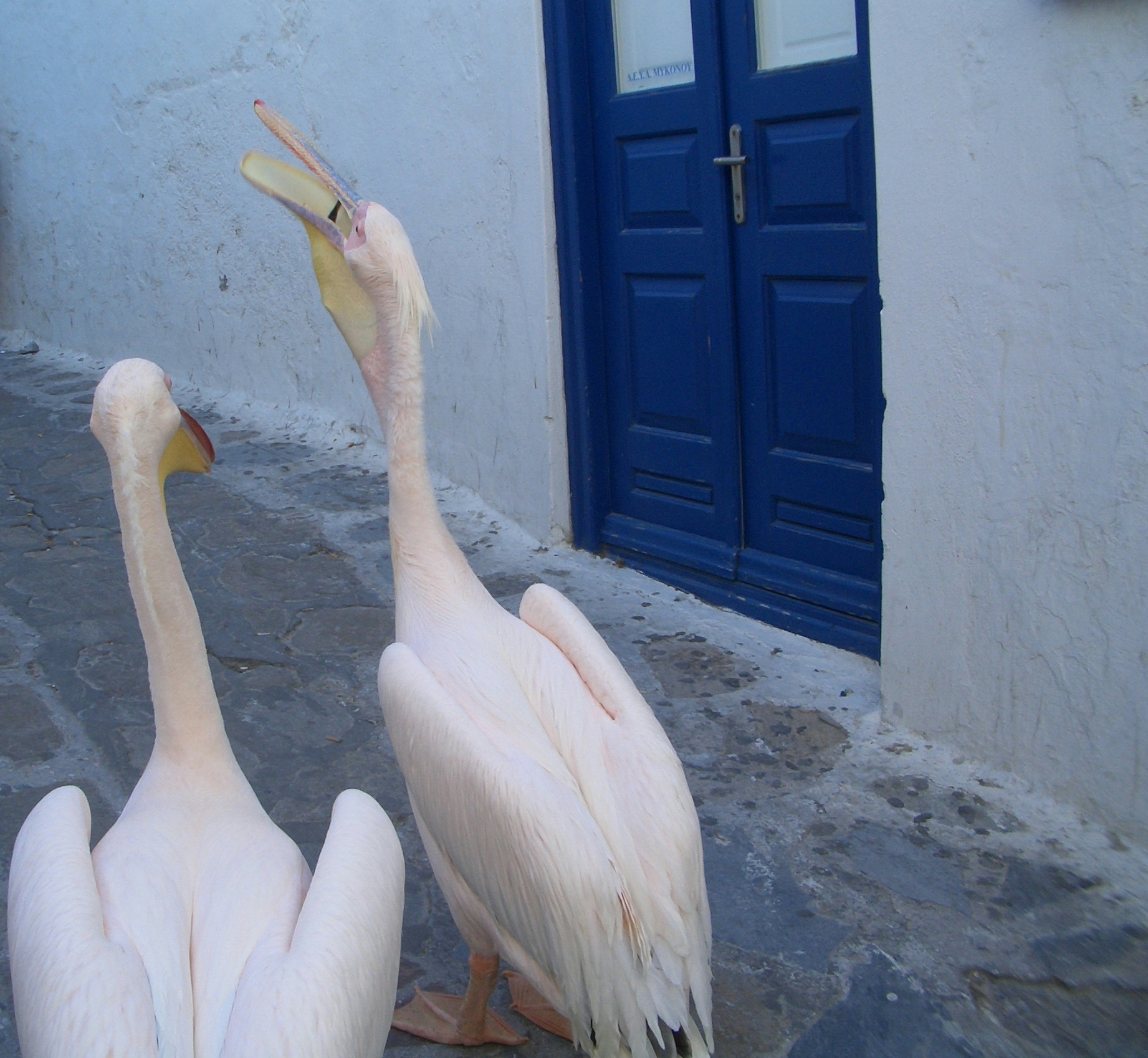
Pelikan, der einen Fisch verschluckt

Bei vielen Vögeln rutscht die Speise ausschließlich mit Hilfe der Schwerkraft durch die Speiseröhre. Wenn eine Möwe einen Fisch oder ein Storch einen Frosch verschluckt, heben sie in erster Linie den Kopf, so dass der Schnabel nach oben zeigt und die Beute nach unten gleiten kann. Ihre Zunge und Backen nehmen sie dabei zur Hilfe, um die Nahrung in die richtige Richtung zu lenken.
Bei Fischen ist die Zunge weitgehend knöchern und viel weniger beweglich. Die Nahrung wird mit Wasser in den Rachen gespült, das aus den Kiemen wieder austritt.
Schlangen bewegen zunächst ihren Unterkiefer, um die Nahrung in ihren Körper zu befördern. Sobald die Beute tief genug in ihnen steckt, wird sie durch peristaltische Bewegungen ihrer Körpermuskulatur weiterbefördert.